# Друштвени конзервативизам
Друштвени, социјални конзервативизам или  социјал-конзервативизам  је струја конзервативизма који се бави углавном етичким и друштвеним питањима. Оштро се противи абортусу, еутаназији и истополним браковима.
Социјални конзервативци сматрају породицу (састављену од мушкарца и жене) као основну јединицу друштва. Блиски су хришћанској традицији и демохришћанским покретима.

## Списак социјално конзервативних политичких партија

### Албанија
- Демократска странка Албаније

### Аустрија
- Аустријска народна партија
- Слободарска партија Аустрије

### Босна и Херцеговиина
- Савез независних социјалдемократа

### Јапан
- Либерално-демократска партија

### Србија
- Двери
- Српска радикална странка
- Српски патриотски савез
- Српска странка Заветници

### Хрватска
- Хрватска странка права